# Hicham Mahou
Hicham Mahou (Nizza, 2 luglio 1999) è un calciatore francese, attaccante del Lugano.

## Caratteristiche tecniche
È un'ala sinistra.

## Carriera

### Club
Cresciuto nel settore giovanile del Nizza, debutta in prima squadra l'8 gennaio 2017 in occasione dell'incontro di Coppa di Francia perso 2-1 contro il Lorient; prima del termine della stagione esordisce anche in Ligue 1, il 20 maggio contro l'Olympique Lione.

### Nazionale
Ha giocato nella nazionale francese Under-16.

## Statistiche
Statistiche aggiornate al 12 maggio 2021.

### Presenze e reti nei club
| Stagione        | Squadra         | Campionato      | Campionato | Campionato | Coppe nazionali | Coppe nazionali | Coppe nazionali | Coppe continentali | Coppe continentali | Coppe continentali | Altre coppe | Altre coppe | Altre coppe | Totale | Totale | Totale |
| Stagione        | Squadra         | Comp            | Pres       | Reti       | Comp            | Pres            | Reti            | Comp               | Pres               | Reti               | Comp        | Pres        | Reti        | Pres   | Reti   |        |
| --------------- | --------------- | --------------- | ---------- | ---------- | --------------- | --------------- | --------------- | ------------------ | ------------------ | ------------------ | ----------- | ----------- | ----------- | ------ | ------ | ------ |
| 2015-2016       | Nizza 2         | CFA             | 2          | 0          |                 | -               | -               |                    | -                  | -                  |             | -           | -           | 2      | 0      |        |
| 2016-2017       | Nizza 2         | CFA             | 15         | 2          |                 | -               | -               |                    | -                  | -                  |             | -           | -           | 15     | 2      |        |
| 2017-2018       | Nizza 2         | N2              | 21         | 2          |                 | -               | -               |                    | -                  | -                  |             | -           | -           | 21     | 2      |        |
| 2018-2019       | Nizza 2         | N2              | 19         | 4          |                 | -               | -               |                    | -                  | -                  |             | -           | -           | 19     | 4      |        |
| 2019-2020       | Nizza 2         | N3              | 10         | 2          |                 | -               | -               |                    | -                  | -                  |             | -           | -           | 10     | 2      |        |
| 2016-2017       | Nizza           | L1              | 1          | 0          | CF+CdL          | 1+0             | 0               | UEL                | 1                  | 0                  |             | -           | -           | 3      | 0      |        |
| 2017-2018       | Nizza           | L1              | 3          | 0          | CF+CdL          | 1+0             | 0               | UCL                | 0                  | 0                  |             | -           | -           | 4      | 0      |        |
| 2018-2019       | Nizza           | L1              | 0          | 0          | CF+CdL          | 1+0             | 0               |                    | -                  | -                  |             | -           | -           | 1      | 0      |        |
| 2019-2020       | Red Star        | N               | 4          | 0          | CF+CdL          | 0               | 0               |                    | -                  | -                  |             | -           | -           | 4      | 0      |        |
| 2020-2021       | Nizza 2         | N3              | 6          | 1          |                 | -               | -               |                    | -                  | -                  |             | -           | -           | 6      | 1      |        |
| 2020-2021       | Nizza           | L1              | 2          | 0          | CF              | 0               | 0               | UEL                | 1                  | 0                  |             | -           | -           | 3      | 0      |        |
| 2020-2021       | Losanna         | ASL             | 19         | 2          | CS              | 1               | 0               |                    | -                  | -                  |             | -           | -           | 20     | 2      |        |
| Totale carriera | Totale carriera | Totale carriera | 102        | 13         |                 | 4               | 0               |                    | 2                  | 0                  |             | -           | -           | 108    | 13     |        |